# Jenna Laukkanen
Jenna Laukkanen (ur. 2 marca 1995 w Kuhmo) – fińska pływaczka, specjalizująca się głównie w stylu klasycznym, dwukrotna mistrzyni Europy na krótkim basenie (2015).
Czterokrotna medalistka mistrzostw Europy juniorów z Helsinek (2010) i Belgradu (2011).
Wystartowała na igrzyskach olimpijskich w Londynie (2012) w wyścigach na 100 (34. miejsce) i 200 m stylem klasycznym (32. miejsce).
Jej siostra Noora również jest pływaczką.